# Araneus nashoba
Araneus nashoba är en spindelart som beskrevs av Levi 1973. Araneus nashoba ingår i släktet Araneus och familjen hjulspindlar. Inga underarter finns listade i Catalogue of Life.